# Coll de la Vanoise
El Coll de la Vanoise és un port de muntanya de la Savoia, a l'estat francès. Es troba dins el Massís de la Vanoise i del Parc Nacional de la Vanoise. Té un alçada de 2,522 metres sobre el nivell del mar. Permet l'accés entre les localitats de Pralognan-la-Vanoise i Termignon, pertanyents respectivament a les valls de la Tarentèsa i Mauriena. Es troba al sender GR55.